# Jean Le Maingre
Jean II Le Maingre, född år 1366, död år 1421, var en fransk marskalk och riddare. En hel del av hans heroiska titel som krigare gick till spillo efter att han flytt undan ett slag mot de osmanska turkarna i slaget vid Nikopolis år 1396.